# Michal Lošťák
Michal Lošťák (* 3. prosince 1963 Šumperk) je český rurální sociolog a vysokoškolský učitel, od roku 2010 první prorektor Česká zemědělské univerzity v Praze.

## Životopis
Narodil se v prosinci 1963 v Šumperku. V letech 1982 až 1987 absolvoval studium sociologie, filozofie a metodologie sociologie na Běloruské státní univerzitě v Minsku. V roce 1988 absolvoval rigorózní řízení na Filozofické fakultě Univerzity Karlovy v oboru filozofie. V roce 1989 začal působit na České zemědělské univerzitě v Praze (ČZU), konkrétně na její Katedře humanitních studií. V letech 1995 až 2002 absolvoval doktorské studium sociologie na Fakultě sociálních věd Univerzity Karlovy (FSV UK), v letech 1998 až 2015 byl externí vyučující na Katedře sociologie Institutu sociologických studií FSV UK. V letech 2003 až 2010 působil jako proděkan na Provozně ekonomické fakultě České zemědělské univerzity v Praze.
V roce 2007 se na ČZU habilitoval v oboru regionální rozvoj. V roce 2010 se stal prorektorem ČZU pro mezinárodní vztahy a zároveň prvním prorektorem.  V roce 2014 se ujal funkce vedoucího Katedry humanitních věd a v roce 2017 se stal profesorem v oboru management.